# 点付き集合
数学における点付き集合（てんつきしゅうごう、付点集合、英: pointed set）あるいは基点付き集合 (based set) や根付き集合 (rooted set) は、集合 X とその特定の元 x0 との対 (X, x0) を言う。このとき、特定の元 x0 はこの点付き空間の基点 (base point,, basepoint:10–11) と呼ばれる。
「根付き集合」("rooted set") としてのこの概念は反マトロイドの研究や輸送多面体の研究において自然に生じてくる。
点付き集合の間の射は、基点付き写像 (based map) や点付き写像 (pointed map) あるいは基点を保つ写像 (point-preserving map) と呼ばれ、台となる集合の間の写像であって、一方の基点を他方の基点へ写すものを言う。具体的に、点付き集合 (X, x0) から (Y, y0) の間の点付き写像
{\displaystyle f\colon (X,x_{0})\to (Y,y_{0})}
とは、写像 f: X → Y で f(x0) = y0 を満たすものである。
点付き集合は離散位相を備えた点付き空間と見ることもできるし、一元体上のベクトル空間と見なすこともできる。

## 代数的構造
点付き集合は、きわめて単純な代数的構造と考えることができる。それは普遍代数学における意味で、基点を選び出すという一つの零項演算を持つ代数系ということである。
多くの代数的構造が凡そ自明な仕方で点付き集合と見なすことができる。例えば、群は単位元を基点に選んで点付き集合と見れば、ちょうど群準同型が点付き写像となっていることが見て取れる:24。このような観察は、圏論的な言い方をすれば、群の圏から点付き集合の圏への忘却函手があると言い換えられる:582。

## 点付き集合の圏
全ての点付き集合の成す類は、すべての点付き写像の成す類を伴って圏を成す。この圏 Set∗ において、点付き一元集合 ({a}, a) は始対象かつ終対象したがって零対象:226である。通常の集合の圏 Set から点付き集合の圏への忠実函手が存在するが、それは充満にならず、この二つの圏は圏同値でない:44。特に、空集合は（基点を選ぼうにも、元をそもそも持たないため）点付き集合にすることができない。
点付き集合の圏 Set∗ は、集合と部分写像の圏に圏同値だが圏同型でない。 ある教科書は「集合と部分写像に関して「仮想の」あるいは「無限遠の」元を付け加えることで得られる、この形式的完備化は、特に位相空間論（一点コンパクト化として）や理論計算機科学において、何度も再発見されてきたものである。」ということを注意している。
点付き集合の圏 Set∗ は余スライス圏 1↓Set（ただし 1 は任意の単元集合）に同型である:46。
点付き集合の圏 Set∗ は積と余積をともに持つが、分配圏ではない。また、この圏は零対象 0 に対して 0 × A が 0 に同型でない圏の例ともなる。